# ويليام د. أوزوالد
ويليام د. أوزوالد (بالإنجليزية: William D. Oswald)‏ هو محامي أمريكي، ولد في 1936.